# Ba đậu lá nhót
Ba đậu lá nhót (danh pháp khoa học: Croton cascarilloides) là một loài thực vật có hoa trong họ Đại kích. Loài này được Raeusch. mô tả khoa học đầu tiên năm 1797.

## Hình ảnh

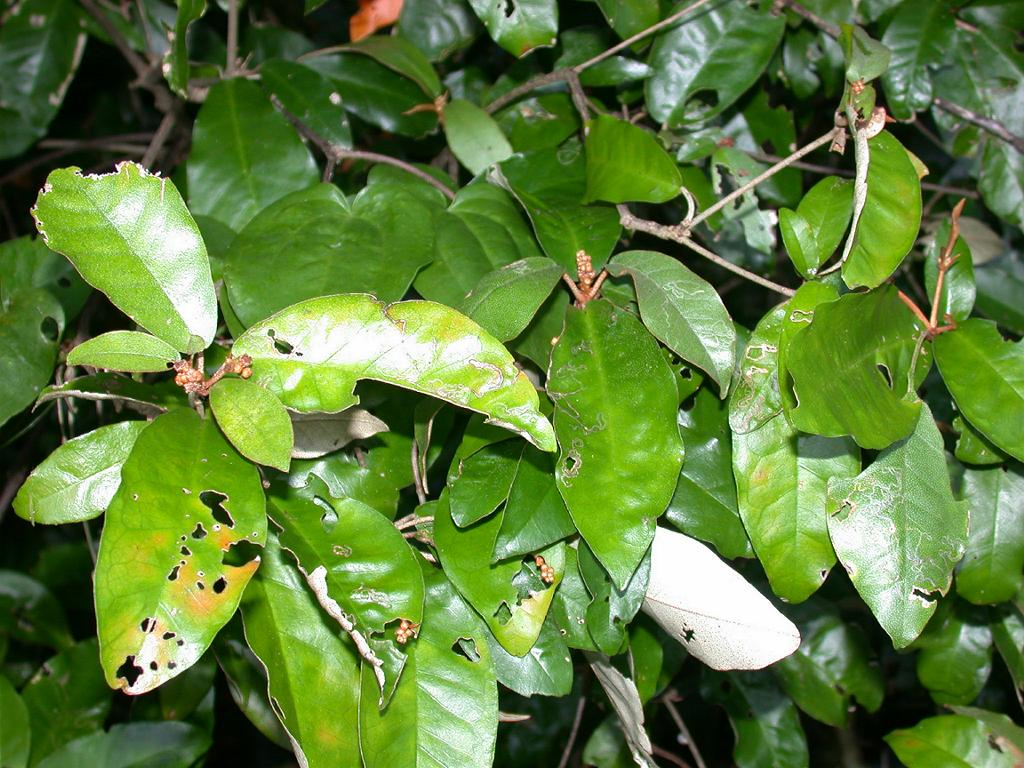
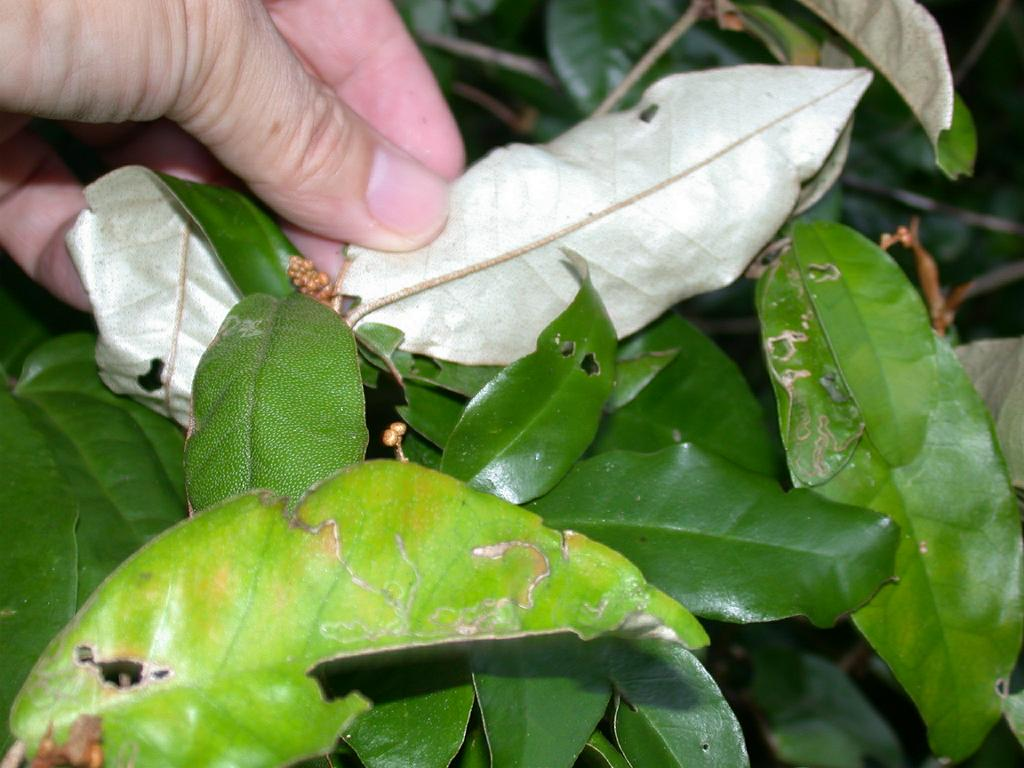
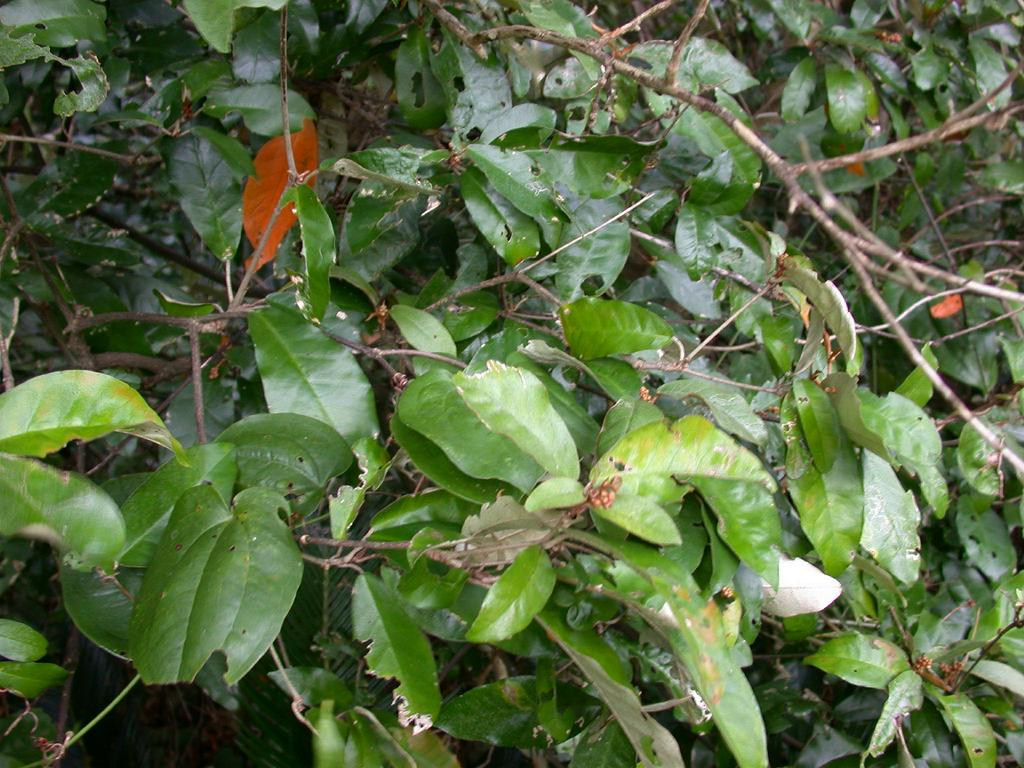
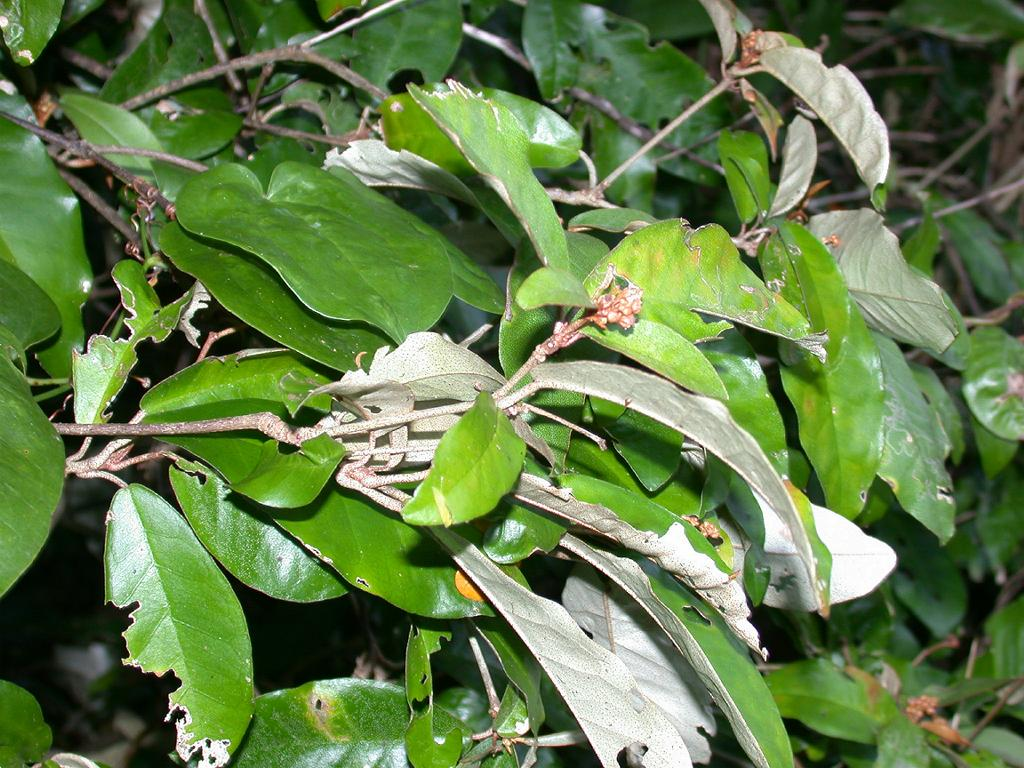